# The Merchant of Venice (Oper)
The Merchant of Venice (dt.: Der Kaufmann von Venedig) ist eine Oper in drei Akten und einem Epilog von André Tchaikowsky (Musik) mit einem Libretto von John O’Brien. Es basiert auf Shakespeares Komödie Der Kaufmann von Venedig. Obwohl das Werk beim Tod des Komponisten 1982 nahezu fertiggestellt war, wurde es erst am 18. Juli 2013 bei den Bregenzer Festspielen uraufgeführt.

## Handlung

### Erster Akt. Venedig und Umgebung
Der venezianische Kaufmann Antonio ist trotz seines Reichtums unzufrieden mit dem Leben, weiß aber den Grund nicht zu nennen. Da bittet ihn sein Freund Bassanio um Unterstützung. Der junge Edelmann hat sich in die reiche Erbin Portia von Belmont verliebt, benötigt aber für seine Brautwerbung noch 3000 Dukaten. Antonio hilft ihm gerne aus. Da er aber seine Geldmittel in Schiffsunternehmungen gesteckt hat, muss er selbst einen Kredit aufnehmen. Er lässt Bassanio freie Hand, einen Verleiher zu finden.
Bassanio wendet sich an den Juden Shylock. Die Verhandlungen verlaufen träge. Als Antonio hinzukommt, wird der Grund offenbar: Shylock ist zutiefst verärgert über die verächtliche Behandlung, die ihm von dem judenfeindlichen Antonio in der Vergangenheit zuteilwurde. Schließlich erklärt er sich bereit, ihm das Geld zu leihen, verlangt aber – scheinbar im Scherz – als Sicherheit ein Pfund von Antonios Fleisch, das fällig wird, wenn er den Betrag zum vereinbarten Zeitpunkt nicht zurückzahlen kann. Obwohl Bassanio ihm abrät, unterschreibt Antonio den Vertrag. Arm in Arm verlassen Antonio und Bassanio das Haus Shylocks.
Im Obergeschoss des Hauses schreibt Shylocks Tochter Jessica einen Brief an ihren Geliebten Lorenzo, in dem sie ihn anfleht, sie aus ihrem Vaterhaus zu befreien. Um ihn zu heiraten, will sie auch zum Christentum übertreten. Lorenzo kommt hinzu und stimmt in ihren Gesang ein. Als sich Shylock nähert, wirft sie ihm den Brief zu, und Lorenzo zieht sich zurück. Shylock macht sich auf den Weg zum Notar, um den Vertrag mit Bassanio abzuschließen. Er schließt Jessica vorsichtshalber ein. Die Straße ist mit maskierten Zechern und Straßenkindern bevölkert. Nachdem Shylock fort ist, kehrt Lorenzo mit seinen Freunden Gratiano, Solanio und Salerio zurück, um Jessica abzuholen. Sie steigt über eine Leiter vom Dach, wobei sie eine Kiste mit Geld und Juwelen ihres Vaters mitnimmt, und entkommt mit ihren Rettern im Gemenge der Feiernden. Nachdem Antonio den Kredit erhalten hat, verabschiedet er sich von Bassanio. Dieser macht sich zusammen mit Gratiano auf den Weg nach Belmont, um Portia für sich zu gewinnen. Shylock bemerkt die Flucht seiner Tochter, vermisst aber mehr als sie seine Wertsachen. Die Straßenkinder machen sich über ihn lustig, pfeifen und werfen Steine nach ihm. Als er in der Nähe Antonio bemerkt, gibt er diesem die Schuld an seinem Unglück.

### Zweiter Akt. Garten in Belmont
Die Erbin Portia wird von Verehrern belagert. Sie beklagt sich bei ihrer Kammerfrau Nerissa darüber, dass sie keine freie Wahl hat. Ihr Vater hat testamentarisch bestimmt, dass derjenige ihre Hand erhalten soll, der von drei Kisten – jeweils eine aus Gold, Silber und Blei – die richtige auswähle. Nur diese enthalte ihr Bildnis. Wer falsch wähle, müsse für immer auf die Ehe verzichten. Zwei Anwärter erscheinen mit ihrem Gefolge: Die Prinzen von Aragon und von Marokko. Sie tanzen mit ihren Leuten und entscheiden sich jeweils für eine Kiste. Der Prinz von Marokko wählt die goldene Kiste aus (sie trägt die Aufschrift „Wer mich wählt, wird gewinnen, was viele begehren“), und der Prinz von Aragon die silberne (mit der Aufschrift „Wer mich wählt, wird so viel bekommen, wie er verdient“). Beide müssen enttäuscht abziehen.
Fanfaren kündigen von draußen einen weiteren Verehrer an. Portia schickt Nerissa hinaus, um nachzusehen, um wen es sich handelt. Sie hofft, es ist Bassanio, den sie schon längst heimlich liebt. Zunächst aber erscheint Gratiano als sein Botschafter. Er sieht sich um und liest die Aufschriften auf den Kisten. Nerissa kommt hinzu, und die beiden verlieben sich auf der Stelle in einander. Dann lassen sie Portia und den ungeduldigen Bassanio hinein. Nachdem ihm Portias Diener entscheidende Hinweise gegeben haben, entscheidet er sich für die bleierne Kiste mit der Aufschrift „Wer mich wählt, muss alles geben und wagen, was er hat“. Darin findet er das Bild Portias und ein Dokument. Portia gibt Gratiano einen Ring, den er unter keinen Umständen verlieren oder weitergeben dürfe, da er sonst ihre Liebe verliere. Im Hintergrund sind sich unterdessen auch Gratiano und Nerissa einig geworden. Sie wollen ebenfalls heiraten. Jessica, Lorenzo und Salerio kommen hinzu. Letzter gibt Bassanio einen Brief Antonios aus Venedig, in dem er schreibt, dass seine Schiffe sämtlich verloren gegangen seien und er den Kredit nicht rechtzeitig zurückzahlen könne. Shylock bestehe nun darauf, ihm ein Pfund seines Fleisches abzunehmen. Jessica ist entsetzt über die Hartherzigkeit ihres Vaters. Da Antonio Bassanio noch ein letztes Mal sehen will, macht dieser sich mit Gratiano auf den Weg nach Venedig. Doch zuvor muss die Ehe besiegelt werden, damit er durch Portias Erbe in der Lage ist, Shylock auszubezahlen.

### Dritter Akt. Hof des Dogen von Venedig
Solanio berichtet Shylock von einigen Käufen, die seine Tochter nach ihrer Flucht gemacht hat. Ihre Verschwendungssucht verstärkt dessen Zorn. Solanio ermutigt den hinzukommenden Antonio. Auch Bassanio, Gratiano und Salerio kommen, und schließlich erscheint auch der Doge selbst, der Shylock zunächst um Mitleid mit Antonio bittet. Doch Shylock bleibt hart. Er hält eine lange Rede über die Misshandlungen und Beschimpfungen, die er als Jude durch die Christen erleiden musste und fordert Gerechtigkeit und Rache. Auch Bassanios Angebot, die Schuld auf 6000 Dukaten zu verdoppeln, lehnt er ab. Zu seiner Unterstützung hat der Doge einen jungen Doktor des Rechts mit seinem Schreiber hinzugezogen. Diese beiden treten nun ein – es sind Portia und Nerissa, die ohne Wissen ihrer Männer ebenfalls nach Venedig gekommen sind und sich verkleidet haben. Auch Portia bittet Shylock zunächst um Erbarmen – das sei eine Gottesgabe, durch die sowohl Geber als auch Empfänger gesegnet werden. Doch Shylock hat weiterhin kein Einsehen und greift bereits zu seinem Messer, um das ihm zustehende Fleisch aus Antonio herauszuschneiden. Portia unterbricht ihn und weist auf ein Detail des Vertrags hin, demnach er zwar Anrecht auf das Fleisch habe, doch nicht auf Bassanios Blut. Wenn er auch nur einen einzigen Tropfen vergieße, müssten nach venezianischem Gesetz all seine Besitztümer eingezogen werden. Zudem müsse er exakt ein Pfund herausschneiden. Wenn die Waage nur um eine Haaresbreite abweiche, müsse er sterben, und alle seine Güter würden eingezogen. Dieses Risiko ist Shylock denn doch zu groß. Geschlagen akzeptiert er das Angebot, den dreifachen Wert des Kredits ausgezahlt zu bekommen. Doch Portia erwidert, dass er das bereits vor Gericht ausgeschlagen habe – ebenso wie den ursprünglichen Betrag. Dann weist sie auf ein weiteres venezianisches Gesetz hin, dem zufolge Juden als Ausländer gelten. Da er als solcher nach dem Leben eines Bürgers getrachtet habe, falle sein Besitz zur Hälfte an den Staat und zur Hälfte an Antonio. Sein eigenes Leben sei der Gnade des Dogen ausgeliefert. Der Doge begnadigt ihn schnell, und Antonio ist bereit, auf seinen Anteil zu verzichten, wenn Shylock diesen nach seinem Tod Lorenzo und Jessica vermacht. Auf sein Bitten verzichtet der Doge auch auf den Staatsanteil, sofern Shylock zum Christentum übertritt und sein gesamtes Vermögen Lorenzo und Jessica verspricht.
Nachdem der Prozess für Antonio glücklich ausgegangen ist, bietet Bassanio dem geschickten Anwalt ein Geschenk an. Die von ihm immer noch nicht erkannte Portia erbittet seine Handschuhe als Andenken. Doch als Bassanio diese ausgezogen hat, erblickt sie seinen Ring und verlangt stattdessen diesen. Bassanio bleibt nichts anderes übrig, als ihn ihr zu geben. Nerissa verfährt ebenso mit Gratiano.

### Epilog. Belmont und Umgebung
Nachts bei Mondschein genießen Lorenzo und Jessica ihre Liebe. Portia und Nerissa ist es gelungen, unbemerkt vor ihren Ehemännern nach Belmont zurückzukehren. Sie bitten das Paar, so zu tun, als wären sie die ganze Zeit hier gewesen. Bald darauf kommen auch Bassanio, Gratiano und Antonio an. Doch anstelle einer liebevollen Begrüßung erwarten sie Vorwürfe. Die beiden Frauen fordern ihre Männer auf, ihre Ringe zu zeigen. Da sie das nicht können, beschuldigen sie sie der Untreue. Bassanio und Gratiano versichern, die Ringe dem Anwalt und dessen Schreiber als wohl verdienten Lohn gegeben zu haben, doch die Frauen geben vor, ihnen nicht zu glauben. Nach einer Weile macht Portia dem Spiel ein Ende. Sie gibt Bassanio seinen Ring zurück, als wäre es ein anderer, und verlangt seinen Schwur, wenigstens diesen Ring zu behalten. Auch Gratiano erhält seinen Ring zurück. Als die beiden die Originalringe wiedererkennen, behaupten die Frauen zuerst, mit den Anwälten geschlafen zu haben, um sie zurückzuerhalten. Aber dann offenbart Portia, dass sie selbst der Anwalt war – ein Schreiben des alten Bellario aus Padua ist der Beweis. Sie und Nerissa versöhnen sich wieder mit ihren Gatten. Dann erfahren Lorenzo und Jessica von ihrem bevorstehenden Erbe. Die Paare ziehen sich für den Rest der Nacht ins Haus zurück und überlassen Antonio seinen Gedanken.

## Gestaltung
In der Rezension der Uraufführung für klassikinfo.de bezeichnete der Kulturjournalist und Operndramaturg Derek Weber die Musik Tchaikowskys als „durchlässig geschrieben, nie dick, selten pathetisch, gemäßigt modern“ und gestand ihr eine „eigenständige Sprache“ zu. Der Anfang verwendet einen „dahinschnurrenden Konversationston“. Außerdem gibt es lyrische Liebesszenen sowie bei Bedarf „bösartig-laute“ Stellen. Des Weiteren zitiert Tchaikowsky gelegentlich Musik älterer Komponisten wie Beethovens Fidelio, Wagners Rheingold (das Fluch-Motiv Alberichs) oder Pjotr Tschaikowskis 4. Sinfonie.

### Instrumentation
Die Orchesterbesetzung der Oper enthält die folgenden Instrumente:
- Holzbläser: drei Flöten (3. auch Piccolo), zwei Oboen, Englischhorn, drei Klarinetten, Bassklarinette, drei Fagotte (3. auch Kontrafagott)
- Blechbläser: vier Hörner, drei Trompeten, drei Posaunen, Tuba
- Pauken, Schlagzeug: zwei „Po“, Xylophon, Glockenspiel
- Celesta (auch Klavier), Cembalo
- Harfe
- Streicher
- Auf der Bühne: zwei Blockflöten, Oboe d’amore, Oboe da caccia, zwei Fagotte, Laute, Handtrommel, Cembalo

## Werkgeschichte
The Merchant of Venice ist das umfangreichste Werk André Tchaikowskys. Er arbeitete 24 Jahre lang an der Komposition und hatte sie vor seinem Tod am 25. Juni 1982 bis auf 28 Takte der Orchestrierung fertiggestellt. Die endgültige Fertigstellung und die Publikation als Klavierauszug und Partitur übernahmen seine Freunde.
Das Libretto von John O’Brien basiert auf Shakespeares fünfaktiger Komödie Der Kaufmann von Venedig. O’Brien kürzte sie auf drei Akte und einen Epilog. Während das Original ständig zwischen den beiden Schauplätzen Venedig und Belmont hin- und herwechselt, geschieht dies in der Oper nur zwischen den Akten. In seiner Komposition nahm Tchaikowsky noch Änderungen am Libretto vor.
Ende 1981 stellte Tchaikowsky die Oper der English National Opera (ENO) vor. Damals wurde das Werk aufgrund ungünstiger Bedingungen abgelehnt. Jedoch machte er bei dieser Gelegenheit Bekanntschaft mit David Pountney, dem damaligen Spielleiter der ENO und späteren Intendanten der Bregenzer Festspiele.
Zur Uraufführung kam es erst am 18. Juli 2013 bei den Bregenzer Festspielen. Es sangen Adrian Eröd (Shylock), Kathryn Lewek (Jessica), Jason Bridges (Lorenzo), Richard Angas (Doge), Christopher Ainslie (Antonio), Charles Workman (Bassanio), Magdalena Anna Hofmann (Portia), Adrian Clarke (Salerio), Norman Patzke (Solanio), David Stout (Gratiano), Verena Gunz (Nerissa) und Hanna Herfurtner (Ein Knabe), begleitet von den Wiener Symphonikern und dem Prager Philharmonischen Chor unter der Leitung von Erik Nielsen. Die Inszenierung stammte von Keith Warner und Bühnenbild und Kostüme von Ashley Martin-Davis.
Die Produktion wurde bei den International Opera Awards 2014 der britischen The Opera Foundation zur „Uraufführung des Jahres“ gekürt. Der Mitschnitt ist bei EuroArts auf DVD und Blu-ray Disc verfügbar.
Im Oktober 2014 wurde die Inszenierung im Teatr Wielki (Warschau) unter der musikalischen Leitung von Lionel Friend in Warschau gegeben. Am 16. September 2016 folgte die britische Erstaufführung durch die Welsh National Opera in Cardiff, erneut unter Leitung von Lionel Friend.